# Ксенацеломорфы
Ксенацеломорфы, или ксеноцеломорфы (лат. Xenacoelomorpha), — тип двусторонне-симметричных животных.

## Описание
Червеобразные животные, обитатели морей. Бентосные и планктонные организмы, также обитают на поверхности водорослей или кораллов, или в кишечнике морских огурцов. Длина тела от нескольких миллиметров до 10 см и более. 
Нервная система базиэпидермальная, мозг отсутствует. У ксенотурбеллид простая нервная сеть, специализированная концентрация нейронов отсутствует. Органы чувств включают статоцисты и, у некоторых групп, простейшие оцеллии.  
В ранге типа впервые выделены в 2011 году на основании молекулярно-генетических данных и морфологических синапоморфий (Philippe et al., 2011). Включённых в их состав Xenoturbella в 2006 году предлагалось выделить в свой отдельный тип Xenoturbellida, сестринский к  кладе Ambulacraria (включающей два типа: иглокожие + полухордовые).
Однако более современные исследования с помощью транскриптомного анализа показали (Canon et al., 2016), что клада Xenacoelomorpha, включающая Acoelomorpha и Xenoturbella, рассматривается в качестве сестринской группы к Nephrozoa, включающей в том числе примитивных Bilateraria, лежащих в основании филогенетического древа двусторонне-симметричных животных.
|           | Ксенацеломорфы (Xenacoelomorpha)                                                              |
|           |                                                                                               |
| Nephrozoa | \| \| Первичноротые (Protostomia) \| \| \| \| \| \| Вторичноротые (Deuterostomia) \| \| \| \| |
|           | \| \| Первичноротые (Protostomia) \| \| \| \| \| \| Вторичноротые (Deuterostomia) \| \| \| \| |
|           | Первичноротые (Protostomia)                                                                   |
|           |                                                                                               |
|           | Вторичноротые (Deuterostomia)                                                                 |
|           |                                                                                               |

|  | Первичноротые (Protostomia)   |
|  |                               |
|  | Вторичноротые (Deuterostomia) |
|  |                               |

## Классификация
Включает два подтипа и около 400 видов, 115 родов и 19 семейств.
- Подтип Ацеломорфы (Acoelomorpha)
  - Класс Бескишечные турбеллярии (Acoela)
  - Класс Немертодерматиды (Nemertodermatida) (6 родов, около 10 видов)
- Подтип Ксенотурбеллиды (Xenoturbellida)
  - Семейство Xenoturbellidae (1 род, 6 видов)